# 长果西北蔷薇
长果西北蔷薇（学名：Rosa davidii var. elongata）为蔷薇科蔷薇属下的一个变种。

## 扩展阅读
- 維基物種上的相關：长果西北蔷薇